# Crowsley Park House

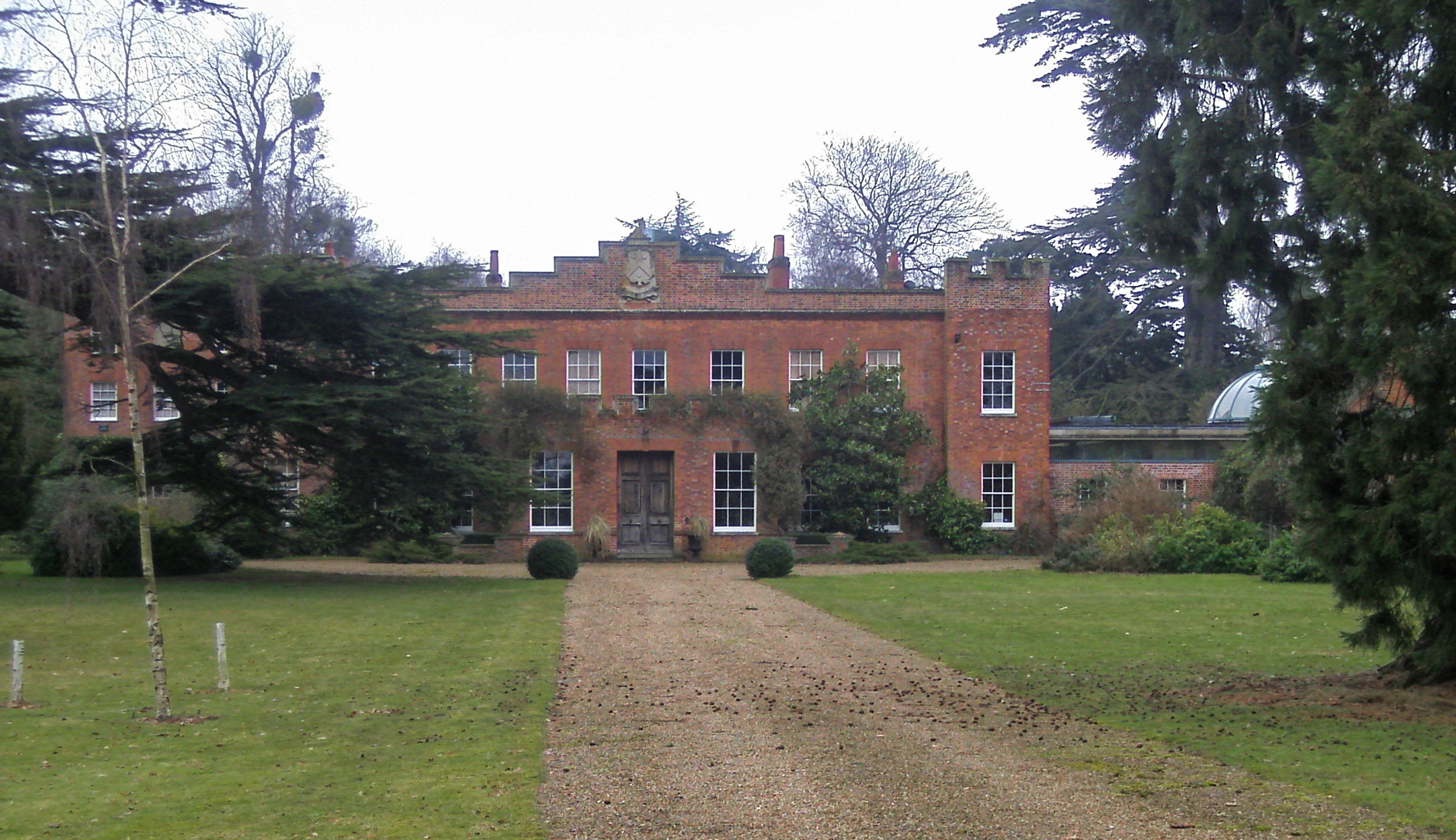
Crowsley Park House

Crowsley Park House ist ein Landhaus im Dorf Crowsley, etwa 3 km nördlich von Reading im Süden der englischen Grafschaft Oxfordshire mit einem 64 Hektar großen Park. Seit 1943 gehört das Anwesen der British Broadcasting Corporation (BBC), die dort und im nahegelegenen Caversham Park Signalempfangsstationen betreibt.
Das Landhaus aus dem Anfang des 18. Jahrhunderts liegt auf einem abgegrenzten Grundstück innerhalb des Anwesens und befindet sich auch heute noch in privater Hand. English Heritage hat es als historisches Gebäude II. Grades gelistet.

## Architektur
Das zweistöckige Haus mit 10 Jochen ist aus roten Ziegeln erbaut und hat ein einfaches Ziegeldach. Der Mittelbau mit 8 Jochen ist von zwei Türmen mit zinnenbewehrter Brüstung flankiert. In der Mitte gibt es eine Vorhalle mit zweiflügliger Eingangstür. Über den mittleren drei Jochen befindet sich ein flacher Stufengiebel, in den ein Wappen eingelassen ist.

## Das Baskerville-Vermächtnis
Unter der früheren Besitzern von Crowsley Park war auch die Familie Baskerville. Eines der Familienmitglieder, Henry Baskerville, war 1847 High Sheriff of Oxfordshire. Geschichten über die Familie und ihre Verbindung zu wilden Hunden inspirierten Sir Arthur Conan Doyle zu seinem Roman Der Hund von Baskerville, der 1901/1902 veröffentlicht wurde. Darin spielt Sir Henry Baskerville eine wichtige Rolle.
Die Verbindung zu den Baskervilles ist in den Statuen der „Höllenhunde“ mit Speeren durch ihre Mäuler erhalten, die auf den steinernen Torsäulen der Eingangstore zum Park und über der Frontfassade des Landhauses sitzen.
Ein Pub im nahegelegenen Dorf Lower Shiplake heißt The Baskerville Arms.